# Abdoulaye Wade

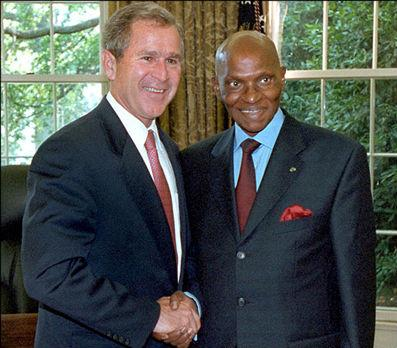
Wade ontmoet George W. Bush tijdens zijn bezoek aan de VS in 2001

Abdoulaye Wade (29 mei 1926) was de derde president van Senegal, in functie vanaf 2000 tot 2012. Wade is tevens leider van de Senegalese Democratische Partij PDS, een liberale politieke partij die is aangesloten bij de Liberale Internationale.

## Leven
Wade was tientallen jaren leider van de oppositie en werd meerdere malen verbannen of gevangengezet als gevolg van zijn politieke activiteiten. In de golf van democratisering die door Afrika ging na het einde van de Koude Oorlog, kregen ook Wade en zijn PDS meer ruimte. Tussen 1995 en 1998 namen ze zelfs zitting in de regering van premier Habib Thian.
In 2000 stelde Wade zich kandidaat voor het presidentschap, tegenover de zittende president Abdou Diouf, die hij versloeg. Hij werd geïnstalleerd als president op 1 april 2000, maar werd gedwongen een coalitie te vormen met de voormalige socialistische regeringspartij PSS die een meerderheid behield tot de parlementsverkiezingen van 2001. Wade heeft doctoraten in rechten en economie.
In 2001 werd een nieuwe grondwet opgesteld, waarin de zittingstermijn van toekomstige presidenten werd beperkt tot 5 jaar, die inging nadat Wades 7-jarige termijn afliep in februari 2007. Op 25 februari 2007 werd Wade herkozen tot president van Senegal, uit in totaal vijftien presidentskandidaten, onder wie de oud-premiers Moustapha Niasse en Idrissa Seck.
In de eerste ronde van de presidentsverkiezingen op 26 februari 2012 haalden Wade en Macky Sall de meeste stemmen. Op 25 maart versloeg Sall de zittende president in de tweede ronde.
Wade is vrijmetselaar en ingewijd in een Franse loge te Besançon.

## Onderscheidingen
In 2003 kreeg Wade de Prijs voor de Vrijheid van de Liberale Internationale.
In 2005 werd hij onderscheiden met de Félix Houphouët-Boigny-Vredesprijs van de UNESCO.